# Dakotasuchus
Dakotasuchus — рід гоніофолідідів мезоевкрокодилових. Його скам'янілості були знайдені в дакотському пісковику сеноманського віку верхньої крейди в Канзасі. Типовий екземпляр був знайдений у цементованому залізом пісковику біля Саліни. Ця конкреція була розбита на дві великі частини. Більше зразків, ймовірно, було присутні спочатку, але до того часу, як його знайшли, залишилися лише тулуб і короткі частини шиї та хвоста. Двадцять пар кісткових щитків тяглися по середній лінії спини. Хребцям бракувало процеельного зчленування (увігнута передня та опукла задня сторони) більш похідних крокодилоподібних. Дакотазух мав короткі широкі лопатки, що свідчить про те, що він мав міцні потужні передні кінцівки та, можливо, наземні звички. М. Г. Мель, який описав рід, оцінив довжину повної особини типу в 3–4 метри. Типовим видом є D. kingi, названий на честь професора Кінга, колишнього декана Канзаського Весліанського університету. Мель не відніс свій новий рід до більш інклюзивної групи, ніж Mesosuchia (парафілетична група, замінена Mesoeucrocodylia). У 1988 році Роберт Керрол відніс Dakotasuchus до Goniopholididae. У 2017 році скам’янілості Dakotasuchus kingi, які складалися з коракоїда, щитків, спинних хребетних і посткраніальних кісток, були знайдені в штаті Юта, зокрема, у члені Mussentuchit формації Cedar Mountain.